# Lesoň
Lesoň (Tragelaphus scriptus), známý také pod názvem lesoň pestrý nebo bušbok, je antilopa obývající křovinaté nebo lesnaté oblasti Střední, Západní, Jižní a Východní Afriky.

## Popis
Kohoutková výška lesoně se pohybuje kolem 90 cm, délka těla mezi 1,1-1,5 m a hmotnost mezi 30 až 80 kg. Samice z populací žijící v křovinatých oblastech jsou světle žlutohnědé, samice z lesních populací mají rudý odstín. Samci obou populací jsou tmavě hnědí (podle několika poddruhů). Barva srsti s věkem tmavne a staří samci mají srst zbarvenou do černa a bílé skvrny jsou více viditelné. Obě pohlaví mají na bocích několik bílých pruhů a skvrn. Čenich je také bílý. Rohy, které mají pouze samci, mají jen jedno kroucení a mohou dosahovat na délku více než půl metru.

## Chování

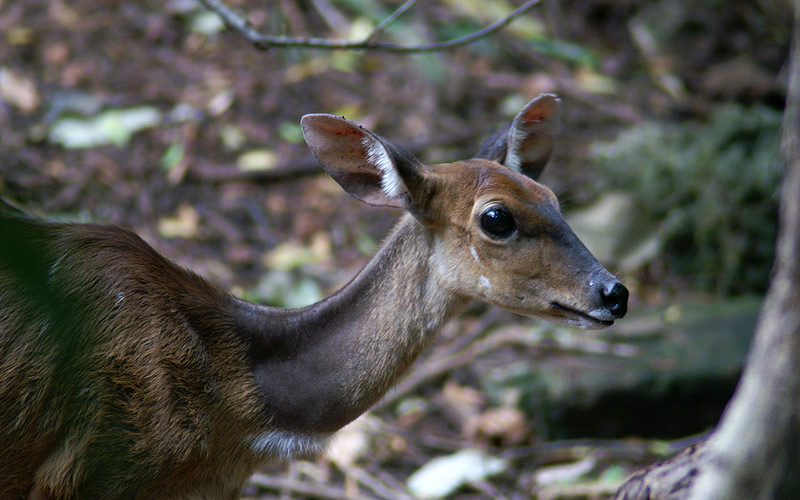
Hlava samice

Lesoň obývá oblasti hustě porostlé keři, otevřený i řidčeji zarostlý les. Jejich hlavní potravou je tráva, různé druhy rostlin, listy keřů, kořínky nebo hlízy. V divočině je aktivní téměř celý den, přičemž čas od času odpočívá ve stínu stromů. Poblíž lidských obydlí je aktivní až večer, mnohdy i v noci. Většinou žijí osamoceně, ačkoli byly zaznamenány i případy, kdy žili lesoni v páru. Každý lesoň obývá svůj „domácí“ areál, který za normálních podmínek neopouští a který bývá v sušších oblastech velký kolem 50 000 m², v lesích o hodně větší. Tyto území obvykle přečnívají jiné areály lesoňů a mnohdy dochází i k soubojům.
Pokud je vyrušen predátorem, zvláště leopardem, a zrovna se nachází v hustém lesním porostu, nehybně stojí a spoléhá na své zamaskování. Občas se ve vysoké vegetaci skrčí a čeká na vhodnou příležitost k útěku a to i přesto, že není příliš dobrým běžcem. Pokud je vyrušen v otevřených lokalitách, snaží se pomalými pohyby dostat do nejbližšího úkrytu.
Během období páření se samci hrbí, protahují a předvádějí se před samicemi, přičemž hrají velkou roli jejich bílé skvrny na těle. Mezi samci vládne přísná hierarchie a nejvyšší postavení má nejstarší samec. Poté, co po 6 měsíční březosti samice porodí jediné mládě, očistí ho a placentu sežere. Mládě je pečlivě skryto ve vysoké vegetaci a matka, která ho chodí pravidelně kojit, pojídá jeho trus, čímž zabraňuje prozrazení úkrytu podle zápachu. Pouta mezi matkou a mládětem bývají u tohoto druhu velice silná, což potvrzuje i fakt, že si samice se svým mládětem často hraje. Mládě svou matku opouští zhruba ve věku čtyř měsíců. V přírodě se může lesoň dožít až 12 let.

## Poddruhy
Rozeznáváme 4 poddruhy:
- Tragelaphus scriptus delamerei
- Lesoň masajský (Tragelaphus scriptus massaicus)
- Lesoň západní (Tragelaphus scriptus scriptus)
- Lesoň jižní (Tragelaphus scriptus sylvaticus)